# Lasara Bahili (Moro O)
Lasara Bahili is een bestuurslaag in het regentschap Nias Barat van de provincie Noord-Sumatra, Indonesië. Lasara Bahili telt 561 inwoners (volkstelling 2010).